# Italienische Waldrebe
Die Italienische Waldrebe (Clematis viticella) ist eine Pflanzenart aus der Gattung der Waldreben (Clematis) in der Familie der Hahnenfußgewächse (Ranunculaceae). Die Pflanze ist in Italien, Südosteuropa, Kaukasus, Türkei bis in den nordwestlichen Iran beheimatet und besiedelt dort Waldränder, Gebüsche, Hecken und Gärten. Die winterharte Rankpflanze ist als Zierpflanze in verschiedenen Sorten weit verbreitet.

## Beschreibung

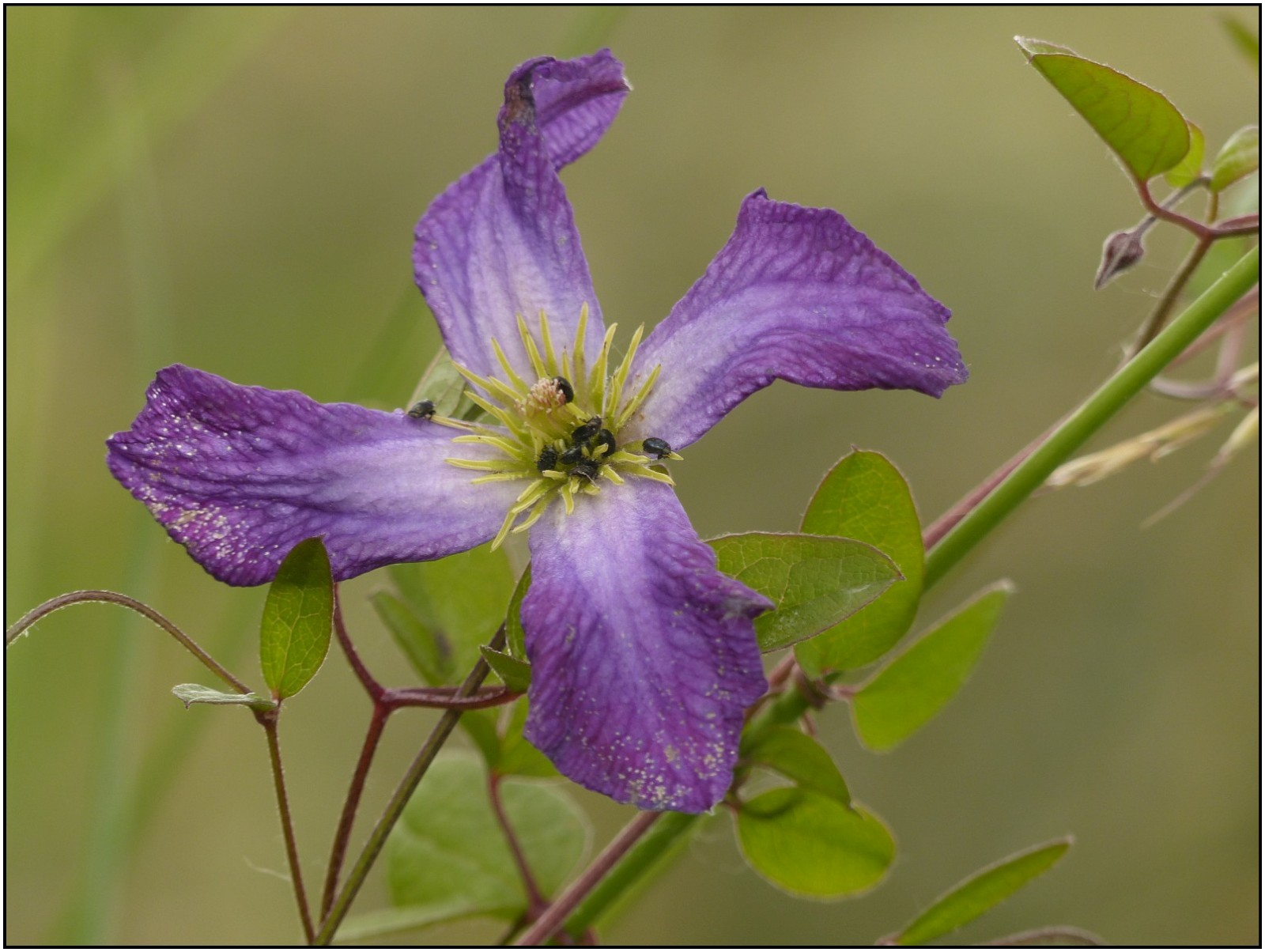
Blüte der Italienischen Waldrebe

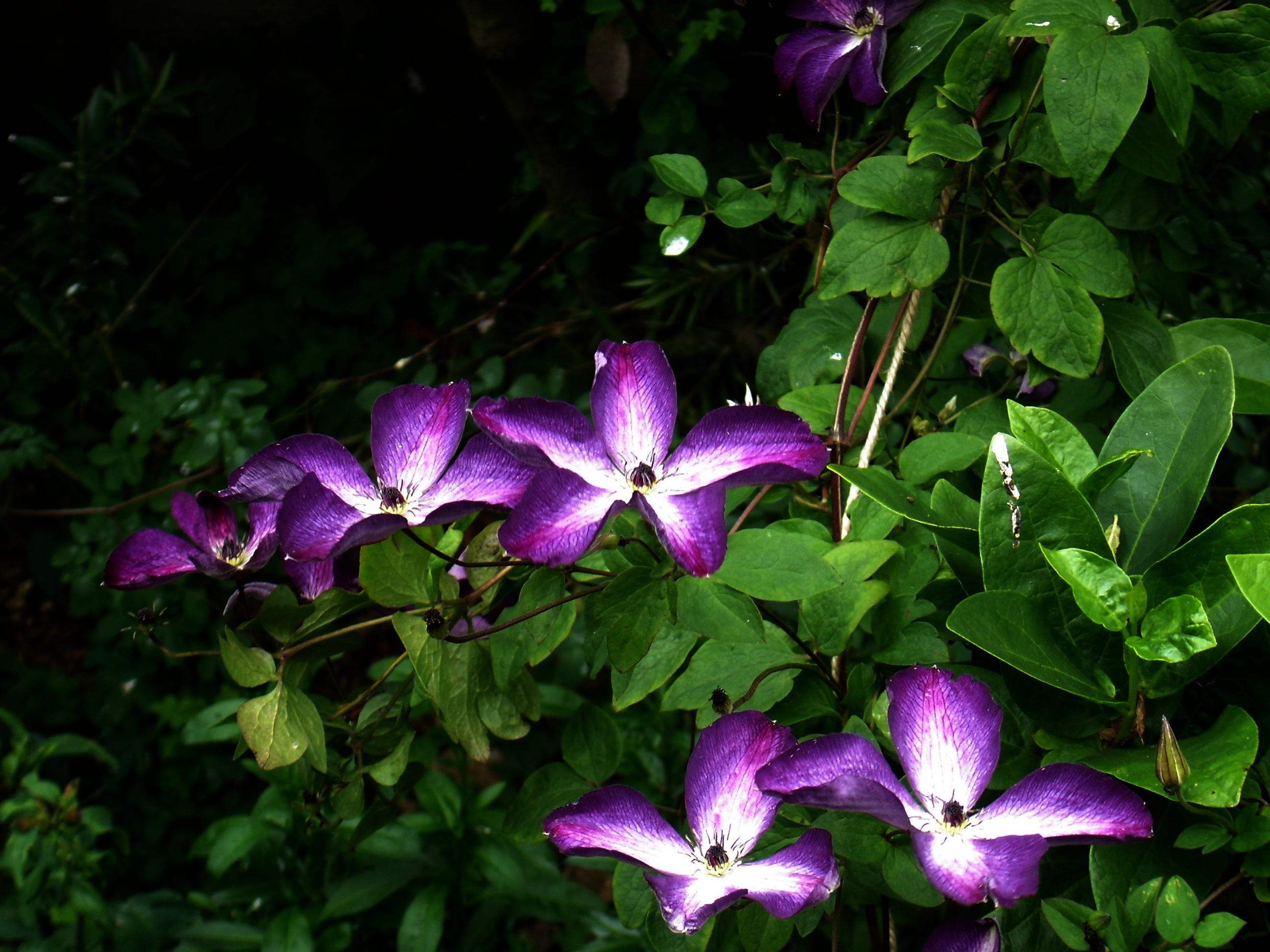
Sorte 'Venosa Violacea'

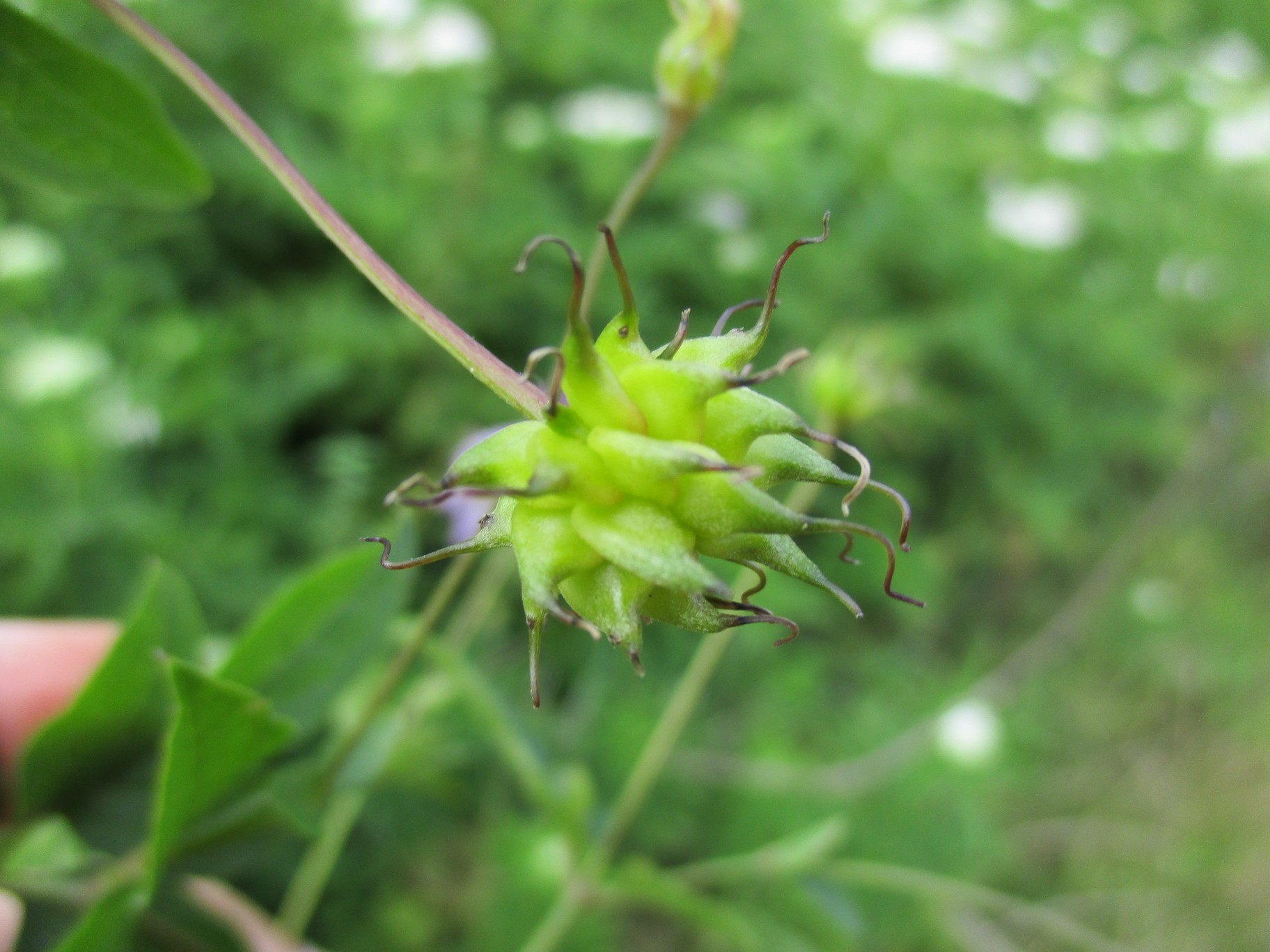
Unreife Frucht

### Vegetative Merkmale
Die Italienische Waldrebe ist eine sommergrüne, mehr oder weniger verholzende ausdauernde Pflanze mit 2 bis 4 m langen, kriechenden und mittels der Blattstiele rankenden, rotbraunen Stängeln. Die gegenständigen Laubblätter sind relativ zierlich, ungeteilt oder bis dreiteilig gefiedert. Die Teilblättchen sind 2 bis 6 cm lang, oval und ganzrandig, selten etwas gelappt. 

### Generative Merkmale
Die 3 bis 6 cm großen Blüten sitzen einzeln an den Triebenden und einzeln bis zu dritt an langen Stielen in den Blattachseln. Die Blüten sind mehr oder weniger geneigt und breit glockenförmig. Sie bestehen aus vier freien, blauen bis violett-rosafarbenen, außen behaarten, kronblattartigen Kelchblättern, die zum Ende hin breiter und oft etwas verdreht sind. Kronblätter fehlen. Die freien Staubblätter, von denen die äußeren zu verbreiterten, Nektar führenden Staminodien umgewandelt sind, sind etwa ein Viertel so lang wie die Kelchblätter. Die unbehaarten Griffel verlängern und verkrümmen sich bis zur Fruchtreife etwas.

### Chromosomensatz
Die Chromosomenzahl beträgt 2n = 16.

## Ökologie
Die Italienische Waldrebe besitzt aus blütenökologischer Sicht „Nektar führende Scheibenblumen“. Die äußeren Staubblätter sind zu Nektarblättern umgewandelt und stellen eine Nektarquelle für Bienen, Wespen, Käfer und Schmetterlinge dar. Die Larven einiger Nachtfalter aus der Familie der Spanner, beispielsweise der Dunkelbraune Waldrebenspanner und der Waldreben-Grünspanner, ernähren sich von den Blättern der Pflanze.

## Vorkommen
Die Italienische Waldrebe ist in Italien, auf der Balkanhalbinsel, in Armenien, Georgien, Aserbaidschan, Türkei bis in den nordwestlichen Iran beheimatet und besiedelt dort sommergrüne Laubwälder, Flussufer, Auwälder, Gebüsche, Hecken, alte Steinmauern und Gärten auf kalkhaltigen, feuchten Böden. Bevorzugt werden tiefgründige, durchlässige Böden in warmen Lagen.

## Verwendung
Die Waldrebe kann gut zur Berankung von Spalieren, Obelisken, Rosenbögen, Zäunen, Hecken, kleinen Gehölzen und Mauern verwendet werden, auch als Ergänzung zu anderen bereits vorhandenen Kletterpflanzen (z. B. Efeu) sowie als Begleiter von Kletter- und Strauchrosen. Die Pflanze benötigt einen sonnigen bis halbschattigen Standort auf feuchtem, nährstoffreichen Boden und kann auch gut im Kübel gehalten werden. Verglichen mit anderen Waldreben hat die Italienische Waldrebe eine relativ lange Blütezeit, in Mitteleuropa von Juni bis August. Sie ist winterhart bis −23 °C (Zone 6) und verträgt Sonne und Trockenphasen besser als viele großblütige Clematis-Hybriden. Zudem ist sie weniger empfindlich gegenüber der Clematiswelke. Wie andere Clematis-Wildarten und -Hybriden, die im Sommer an neuen Langtrieben blühen, sollte die Italienische Waldrebe im Winter noch vor dem sehr frühen Austrieb auf 20 bis 50 cm über dem Boden zurückgeschnitten werden, um ein kräftiges Wachstum anzuregen und einem Verkahlen von unten vorzubeugen.
Clematis viticella ist als Kreuzungspartner an zahlreichen Clematis-Hybridformen beteiligt, beispielsweise an der bekannten großblütigen Hybride Clematis 'Jackmannii' (Clematis lanuginosa x Clematis viticella ‘Atrorubens’) von 1858. Die Pflanze wird auch als Unterlage für die Veredelung anderer Clematis-Sorten verwendet. Robuste und reich blühende Sorten der Italienischen Waldrebe, die mit dem Award of Garden Merit ausgezeichnet wurden, sind 'Étoile Violette' (tiefviolett), 'Madame Julia Correvon' (samtrot), 'Purpurea Plena Elegans' (dicht gefüllt, purpurfarben) und 'Venosa Violacea' (weiße Mitte, violette Adern und Ränder).

## Systematik
Die Erstveröffentlichung von Clematis viticella erfolgte 1753 durch Carl von Linné in Species Plantarum. S. 543.
Clematis viticella wird innerhalb der Untergattung Flammula zusammen mit Clematis campaniflora, Clematis florida, Clematis lanuginosa und Clematis patens der Sektion Viticella zugeordnet. Die in Portugal und Südspanien verbreitete Glockenblütige Waldrebe (Clematis campaniflora) mit blassvioletten, breit glockenförmigen Blüten und längeren, behaarten Griffelresten ist der Italienischen Waldrebe sehr ähnlich und wird auch als Unterart subsp. campaniflora (Brot.) Font Quer ex O.Bolòs & Vigo zu Clematis viticella gestellt.